# Tivat
För andra betydelser, se Tivat (olika betydelser).
Tivat (kyrilliska: Тиват, italienska: Teodo, grekiska Θειοδος, Thiodhos) är en kommun i Montenegro, och är belägen vid Kotorbukten. Tivats kommun är landets minsta till ytan. Folkmängden i kommunen är cirka 14 000 invånare, varav lite mer än 9 000 bor i centralorten.
Tivat var ett betydelsefullt religiöst center under 13- och 1400-talen. Under medeltiden befolkades området av aristokrater som hade stora egendomar där. Från 1420 till 1797 var Tivat en del av Venetianska Albanien och lydde således under Republiken Venedig.
Tivat är den yngsta staden i Kotorbukten. Staden blev en stad under slutet av 1800-talet i samband med anrättandet av en flottbas 1889. Den kanadensiske miljardären Peter Munk, som nu äger flottbasen, har planer på att göra om den till en hamn för lyxyachter - Porto Montenegro - vilket skulle kunna göra staden till ett lyxresemål.
Utanför Tivat ligger Tivats flygplats, som är mest trafikerade flygplatsen i landet. Därifrån går dagliga flygförbindelser från Belgrad. Under turistsäsongen kommer många turister via Tivat till de närbelägna Kotor och Budva. Många turister ska också via flygplatsen till Dubrovnik i Kroatien. Landförbindelse med resten av Montenegro finns med landsväg.
En stor del av Tivats befolkning är serber och staden har också en stor kroatisk befolkning.

## Systerstäder
- Civitavecchia, Italien
- Sremski Karlovci, Serbien